# Coleophora auronitella
Coleophora auronitella é uma espécie de mariposa do gênero Coleophora pertencente à família Coleophoridae.